# Anaïs Sabatini
Pour les articles homonymes, voir Sabatini.
Anaïs Sabatini, née le 10 mars 1990 à Perpignan (Pyrénées-Orientales), est une avocate et femme politique française.
Membre du Rassemblement national depuis 2019, elle est élue députée dans la 2e circonscription des Pyrénées-Orientales lors des élections législatives de 2022. Elle siège au sein du groupe RN et est membre de la commission des Affaires économiques de l'Assemblée nationale. Elle est réélue lors des élections législatives de 2024.
Elle est également conseillère municipale  de Perpignan depuis 2020 et adjointe au maire Louis Aliot de 2020 à 2022.

## Biographie
Elle grandit dans le quartier du Vernet à Perpignan. Elle milite au début de sa carrière au sein de l'UMP avant de rejoindre en 2019 le Rassemblement national, étant en particulier « déçue par l’action de l’ancien maire Les Républicains » de Perpignan, Jean-Marc Pujol.
Elle est avocate en droit de la construction, droit de la famille et droit des enfants. Élue au sein du conseil municipal de Perpignan aux côtés de Louis Aliot, elle y prend le rôle d'adjointe à la commande publique, à la jeunesse et au juridique.
Lors des élections législatives de 2022, elle est candidate pour le Rassemblement national et est élue députée de la deuxième circonscription des Pyrénées-Orientales le 19 juin 2022 avec 61,23 % des voix face à sa concurrente Frédérique Lis de La République en marche,.
Tenue par les dispositions sur l'incompatibilité d'un mandat de député avec l’exercice d’un mandat exécutif local, elle cesse d'être adjointe au maire de Perpignan en septembre 2022.
À l'issue d'un vote lors de la séance du mardi 26 juillet 2022 à l'Assemblée nationale, elle est élue juge suppléante de Bruno Bilde à la Cour de justice de la République. Elle prête serment le lendemain.
Lors des élections législatives de 2024, elle est à nouveau candidate pour le Rassemblent national et est réélue députée de sa circonscription le 30 juin 2024, dès le premier tour avec 54,98 % des voix en sa faveur.

### Députée de laXVIelégislature
Elle siège au sein du groupe Rassemblement national. Elle est également membre de la commission des Affaires économiques.
Elle a réclamé la suppression des subventions à l'association France Nature Environnement, après que celle-ci eut obtenu en justice le rétablissement du débit minimum légal dans le fleuve Têt, au détriment de l’irrigation agricole.
Avec Maud Gatel, elle publie en mai 2023 un rapport parlementaire, adopté par la commission des affaires économiques de l'Assemblée, proposant 24 recommandations visant à encadrer la pratique du « quick commerce ».
En février 2025 elle interroge le ministre d'État, ministre de l'intérieur, sur la reconnaissance des cancers professionnels chez les sapeurs-pompiers. Elle lui demande si le Gouvernement entend élargir la présomption d'imputabilité au service aux types de cancer dont le lien avec l'activité de sapeur-pompier est reconnu par le CIRC.